# Evan Moore
Evan James Moore (Brea, 3 gennaio 1985) è un giocatore di football americano statunitense che gioca nel ruolo di tight end nella National Football League (NFL) e dal 2013 è free agent. Dopo non essere stato scelto nel Draft NFL 2008 firmò come free agent coi Green Bay Packers. Al college ha giocato a football alla Stanford University.

## Carriera professionistica

### Green Bay Packers
Moore non fu selezionato nel Draft 2008 ma il 22 maggio 2008 firmò con i Green Bay Packers. Il 20 agosto fu inserito in lista infortunati dopo aver subito un infortunio al ginocchio in una gara di pre-stagione contro i San Francisco 49ers.

### Cleveland Browns
Moore firmò per far parte della squadra di allenamento dei Cleveland Browns l'8 novembre 2009 una volta che si fu ripresa dall'infortunio che lo aveva costretto a saltare tutta la sua prima annata da professionista. Il 5 dicembre fu promosso nel roster attivo. Nel debutto di Moore nella NFL contro i San Diego Chargers, egli ricevette 6 passaggi per 80 yard guidando i Browns in ricezioni quel giorno. Dopo aver disputato solo 5 gare con Cleveland nella stagione 2009 egli guidò tutti i tight end della squadra in ricezioni e yard ricevute. Nelle due stagioni successive superò sempre le 300 yard ricevute stagionali, con un primato di 4 touchdown segnati su ricezione nella stagione 2011. Il 31 agosto fu svincolato dai Browns.

### Seattle Seahawks
Il 1º settembre 2012, Moore firmò un contratto coi Seattle Seahawks entrando subito nel roster attivo per la prima gara di stagione regolare contro gli Arizona Cardinals del 9 settembre. Il 19 dicembre 2012 fu svincolato.

### Philadelphia Eagles
Il 20 dicembre 2012, dopo aver perso i tight end Brent Celek e Clay Harbor per infortunio, Moore firmò coi Philadelphia Eagles. Fu svincolato il 29 aprile 2013.

## Statistiche
Ricezioni
| Anno | Squadra          | Gare | Ricezioni | Yard | Media | Max | TD | FD | FUM | Persi |
| ---- | ---------------- | ---- | --------- | ---- | ----- | --- | -- | -- | --- | ----- |
| 2009 | Cleveland Browns | 5    | 12        | 158  | 13.2  | 24  | 0  | 8  | 0   | 0     |
| 2010 | Cleveland Browns | 12   | 16        | 322  | 20.1  | 49  | 1  | 11 | 1   | 1     |
| 2011 | Cleveland Browns | 16   | 34        | 324  | 9.5   | 33  | 4  | 19 | 0   | 0     |
|      | Totale           | 33   | 62        | 804  | 13.0  | 49  | 5  | 38 | 1   | 1     |